# Juegos Olímpicos de Ámsterdam 1928
Los Juegos Olímpicos de Ámsterdam 1928, oficialmente conocidos como los Juegos de la IX Olimpiada, se celebraron en Ámsterdam, Países Bajos, entre el 17 de mayo y el 12 de agosto de ese año. Participaron 2883 atletas (2606 hombres y 277 mujeres) de 46 países, compitiendo en 14 deportes y 109 especialidades.

## Acontecimientos

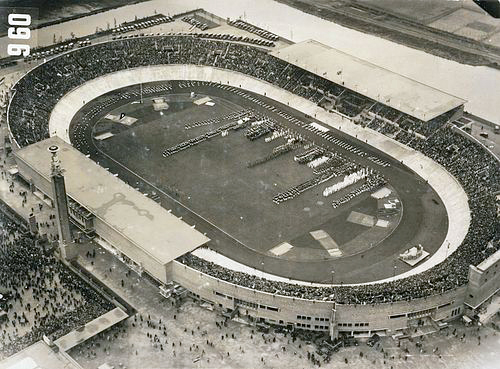
El Stadion Olympisch en 1928.

- Los Países Bajos se habían postulado para los Juegos Olímpicos de 1920 y de 1924. Sin embargo, fueron derrotados por Amberes y París.
- Alemania fue readmitida tras 16 años de ausencia, como manera de demostrar que la paz había sido restablecida en el mundo.
- Por primera vez se realizó el encendido del pebetero con la Llama Olímpica, que se mantuvo viva durante la realización de los Juegos.
- El protocolo tuvo otra adición cuando Grecia, cuna del Olimpismo, encabezó el desfile de naciones en la ceremonia inaugural y Países Bajos, el país anfitrión, marchó en último lugar. La costumbre de iniciar los desfiles con Grecia y cerrarlos con el organizador se conserva desde entonces.
- Una notoria ausencia produjo el fundador de los juegos, el barón Pierre de Coubertin, que no acudió a los Juegos debido a una enfermedad. Coubertin había dejado de ser presidente del Comité Olímpico Internacional desde 1925.
- Las mujeres compitieron por primera vez en atletismo, pese a las objeciones de Coubertin y del papa Pío XI, aunque se limitó su participación a cinco eventos. La alemana Lina Radke-Batschauer fue la segunda atleta en ganar una medalla de oro para su país en eventos de pista y campo al ganar la carrera de los 800 metros. Esta prueba se recuerda porque el resto de las competidoras sufrieron por la fatiga extrema y ello provocó que el Comité Olímpico Internacional, bajo la conducción de su nuevo presidente, el belga Henri de Baillet-Latour, suspendiera la prueba de 800 metros femeninos hasta 1960.
- Dos héroes olímpicos mantuvieron su dominio en sus respectivos terrenos: el finlandés Paavo Nurmi cosechó tres medallas de oro más en pruebas de fondo y medio fondo para culminar su brillante trayectoria con nueve metales dorados. Por su parte, Johnny Weissmüller volvió a imponerse en la prueba de velocidad de los 100 metros de natación libre y fue parte para despedirse con cinco oros en natación y un bronce en polo acuático.
- La diversidad fue otro sello de estos juegos. Deportistas de 28 naciones en total ganaron alguna medalla de oro, récord que no fue superado hasta 40 años después. El continente asiático obtuvo sus primeras preseas doradas gracias a los japoneses Mikio Oda, en triple salto, y Yoshiyuki Tsuruta, en 200 metros natación pecho, además, de que la selección de hockey de la India ganó la primera de sus seis medallas de oro consecutivas, de 1928 a 1960.
- Chile obtiene su primera medalla. En la prueba de maratón, el suplementero Manuel Plaza obtuvo la medalla de plata.
- La realeza se hizo presente en lo más alto de un podio olímpico por primera vez, gracias al príncipe Olaf de Noruega, que ganó el oro en las competencias de vela, en la especialidad de yate de seis tripulantes.
- El egipcio Ibrahim Moustafa fue el primer no europeo en ganar un evento de lucha grecorromana
- La italiana Luigina Giavotti se convirtió en la más joven medallista de todos los tiempos al ganar la plata en gimnasia como parte del equipo de Italia a sus 11 años y 302 días de edad.
- Uruguay ganó la medalla de oro por segunda vez consecutiva, la primera fue en 1924, continuando así su supremacía en el fútbol mundial. Derrotó a la selección de Argentina en la final.
- Adidas introdujo sus productos por primera vez en los Juegos Olímpicos.

## Deportes
El programa olímpico en esta edición comprendía 16 deportes y 109 pruebas.

### Deportes oficiales
- Atletismo (27)
- Boxeo (8)
- Ciclismo
  -  Ciclismo en pista (4)
  -  Ciclismo en ruta (2)
- Ecuestre
  -  Concurso completo (2)
  -  Doma clásica (2)
  -  Salto ecuestre (2)
- Esgrima (7)
- Fútbol (1)
- Gimnasia artística (8)
- Halterofilia (5)
- Hockey sobre césped (1)
- Lucha
  -  Lucha grecorromana (6)
  -  Lucha libre (7)
- Natación (11)
- Pentatlón moderno (1)
- Remo (7)
- Saltos (4)
- Vela (3)
- Waterpolo (1)

### Deportes de exhibición
- Kaatsen (1)
- Korfbal (1)
- Lacrosse (1)

### Otras competiciones
- Arte (13)

## Países participantes

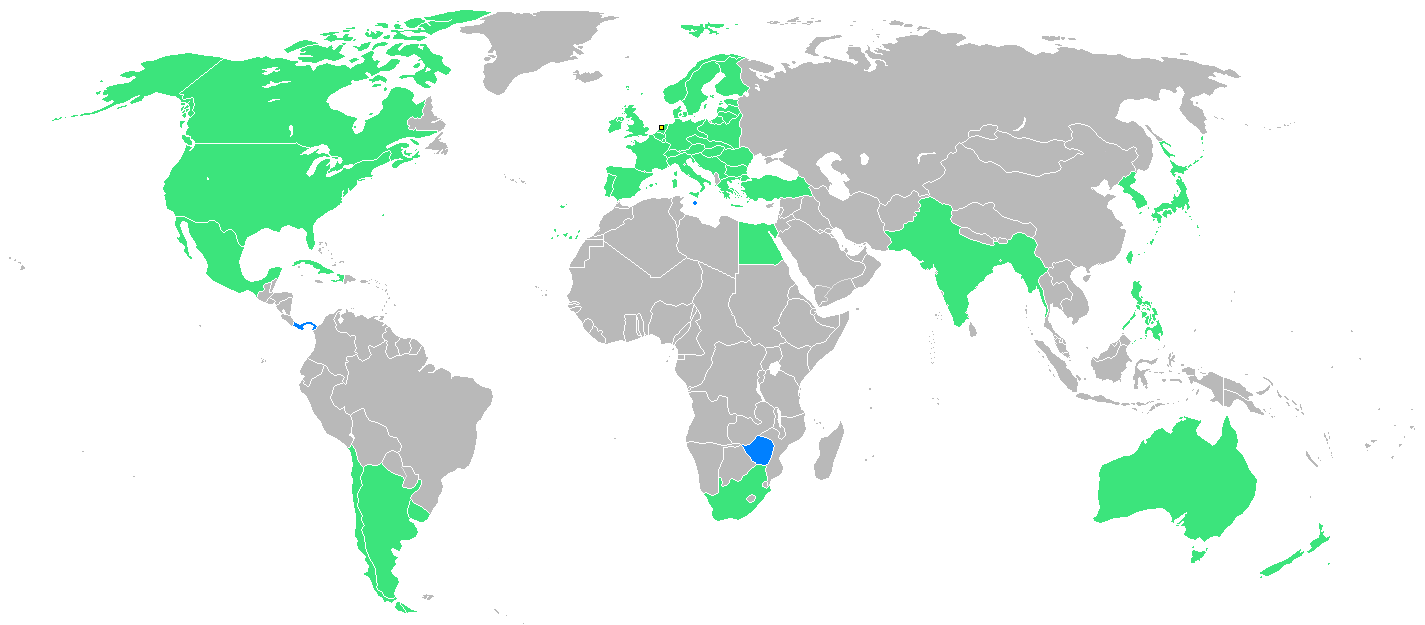
Países participantes (en azul, los debutantes).

Los países participantes en la olimpiada de Ámsterdam fueron:
Alemania, Argentina, Australia, Austria, Bélgica, Bulgaria, Canadá, Checoslovaquia, Chile, Cuba, Dinamarca, Egipto, España, Estados Unidos, Estonia, Filipinas, Finlandia, Francia, Grecia, Haití, Hungría, India, Irlanda, Italia, Japón, Letonia, Lituania, Luxemburgo, Malta, México, Mónaco, Noruega, Nueva Zelanda, Países Bajos, Panamá, Polonia, Portugal, Reino Unido, Rodesia, Rumania, Sudáfrica, Suecia, Suiza, Turquía, Uruguay y Yugoslavia.

## Medallero
País organizador (Países Bajos)
| Núm. | País                     | Oro | Plata | Bronce | Total |
| ---- | ------------------------ | --- | ----- | ------ | ----- |
| 1    | Estados Unidos           | 22  | 18    | 16     | 56    |
| 2    | Alemania                 | 10  | 7     | 13     | 30    |
| 3    | Suecia                   | 8   | 6     | 12     | 26    |
| 4    | Finlandia                | 8   | 8     | 9      | 25    |
| 5    | Francia                  | 6   | 10    | 5      | 21    |
| 6    | Reino Unido              | 3   | 10    | 8      | 21    |
| 7    | Países Bajos             | 6   | 9     | 4      | 19    |
| 8    | Italia                   | 7   | 5     | 6      | 18    |
| 9    | Suiza                    | 7   | 4     | 4      | 15    |
| 10   | Confederación Canadiense | 4   | 4     | 7      | 15    |